# Formation de Sundance
La formation de Sundance est une formation géologique du Jurassique moyen à supérieur et affleurant dans l'ouest de l'Amérique du Nord. Datant du Bathonien à l'Oxfordien, vers 168 à 157 Ma, elle mesure jusqu'à 100 mètres d'épaisseur et est constituée d'argilite marine, d'argilite sableuse, de grès et de calcaire qui se sont déposés au fond de la mer de Sundance, une mer intérieure qui couvrait une bonne partie de l'ouest de l'Amérique du Nord au cours du Jurassique moyen et supérieur.

## Géologie
La formation de Sundance est située au-dessous de la formation de Morrison, reconnue pour être la formation la plus riche en gisements fossilifères de dinosaures des Amériques[réf. nécessaire], et est séparée par une discordance de la formation sous-jacente de Gypsum Springs du Jurassique moyen.

## Paléontologie
La Formation de Sundance est connue pour les fossiles d'une espèce éteinte de céphalopode marin, la bélemnite Pachyteuthis densus, ainsi que plusieurs espèces éteintes d'huîtres, y compris Deltoideum, Liostrea et Gryphaea nebrascensis.
Les empreintes de dinosaures fossiles sur un ancien littoral océanique sont préservées dans la formation et protégées au Red Gulch Dinosaur Tracksite, situé dans le Bureau of Land Management Red Gulch/Alkali National Back Country Byway, près de Shell dans le comté de Big Horn, Wyoming.